# Diecezja San Jose de Nueva Ecija
Diecezja San Jose de Nueva Ecija (łac. Diœcesis Sancti Iosephi in Insulis Philippinis) – diecezja rzymskokatolicka na Filipinach. Powstała w 1984 z terenu diecezji Cabanatuan.

## Biskupi
- Florentino Ferrer Cinense (1984-1985)
- Leo Murphy Drona SDB (1987-2004)
- Mylo Hubert Vergara (2005-2011)
- Roberto Calara Mallari (2012-2024)